# Немичинці
Неми́чинці — село в Україні, у Гвардійській сільській територіальній громаді Хмельницького району Хмельницької області. Населення становить 728 осіб.

## Географія
Село розташоване на Південному Заході Хмельницького району

## Історична довідка
Історично село було підпорядковане різним адміністративно-територіальним одиницям:
- За адмін.поділом 16 ст. Летичівський повіт 16 ст.
- За адмін.поділом 19 ст. Проскурівський повіт 19 ст.
- За адмін.поділом 20 ст. Хмельницький район

## Населення

### Мова
Розподіл населення за рідною мовою за даними перепису 2001 року:
| Мова       | Відсоток |
| ---------- | -------- |
| українська | 98,9%    |
| російська  | 0,69%    |

## Визначні пам'ятки
Церква св. Дмитра
Храм засновано: 1771 р.
Коментар: Церква [ГСК, с. 242]. Церква була у 18 ст. — згоріла. Нова церква св. Дмитра збудована у 1771 р. — дерев'яна триверха. У 1846 р. перебудована на одноверху. У 1893 р. збудована дерев'яна дзвіниця. Новий іконостас 1880 р. [ПЦ, c. 883]. Церкви нема [КХм].

## Топоніми
- «Центр»
- «Загора»
- «Цегольня»
- «Мазурщина»
- «Слобода»
- «Казня»
- «Говди»
- «Сад»
- «Осадьби»

## Найпоширеніші прізвища села Немичинці
- Капустяк
- Купельський
- Трембач
- Крулік
- Василишин
- Суховій

## Галерея

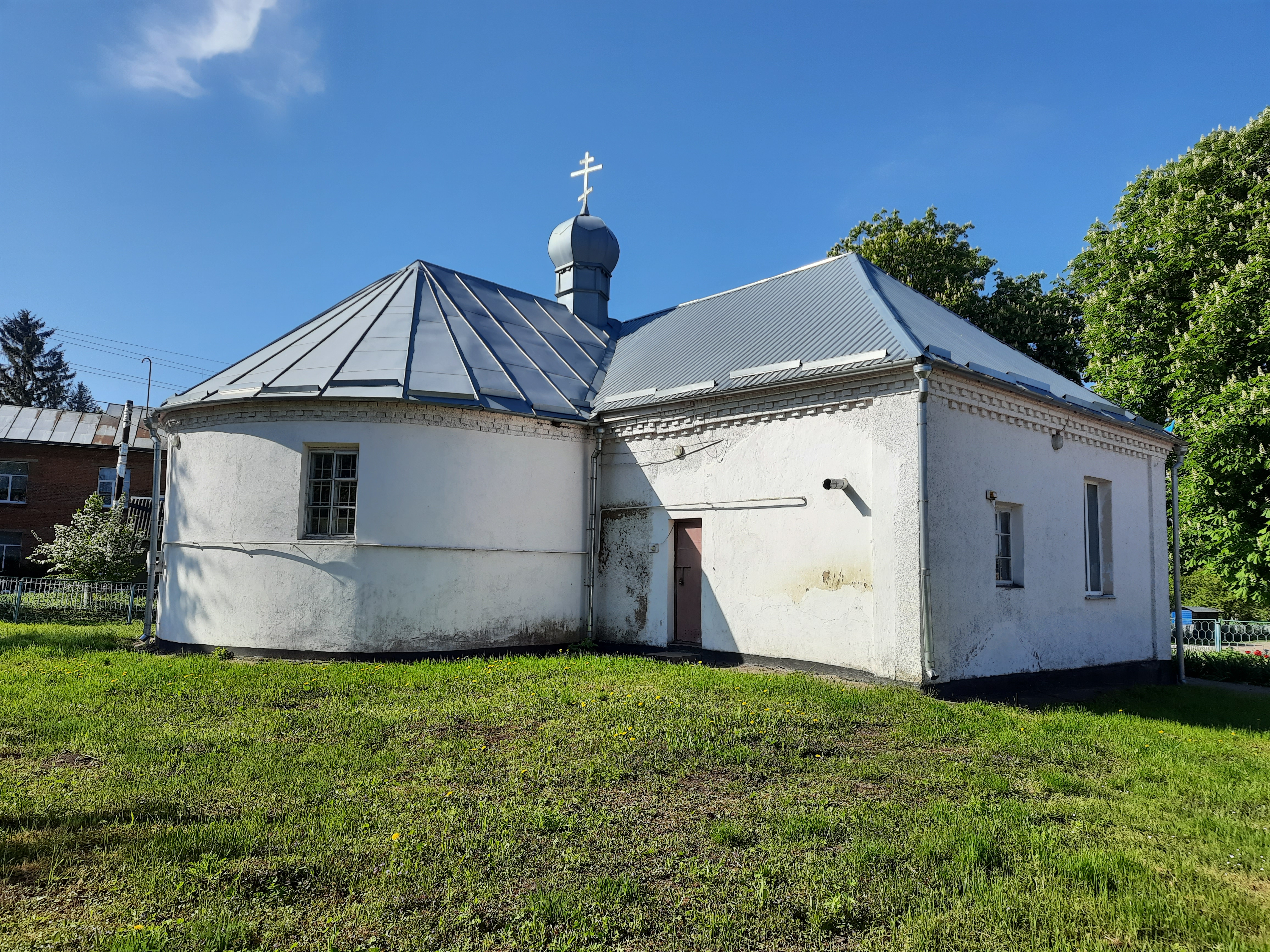
Свято-Дмитрівська церква
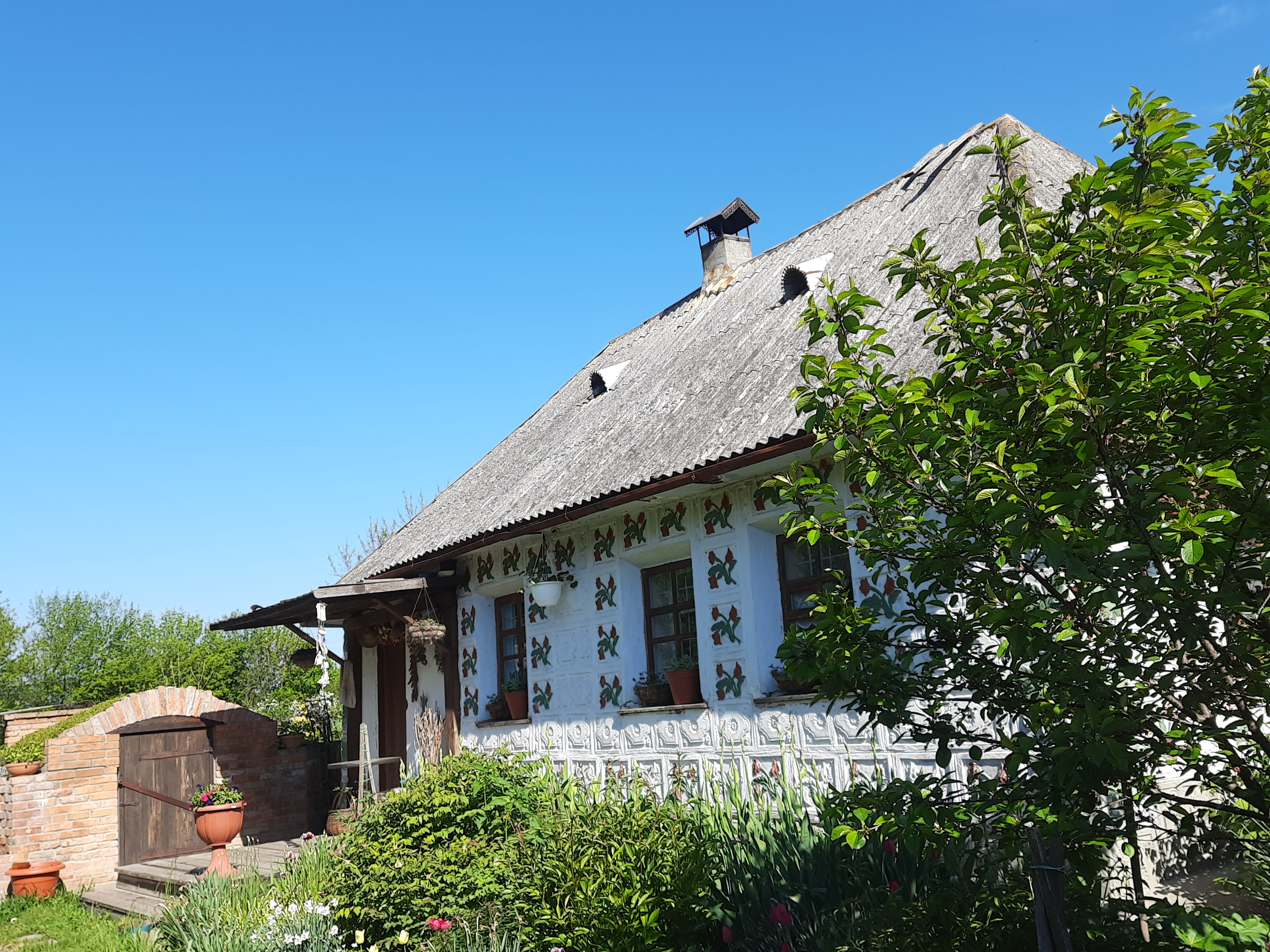
Сільська хата